# Krušovice
Obec Krušovice (německy Kruschowitz) se nachází v okrese Rakovník, kraj Středočeský, zhruba 8 km ssv. od Rakovníka. Obcí prochází silnice II/606 a obchází ji dálnice D6, spojující Prahu a Karlovy Vary. Žije zde 620 obyvatel. Nejvyšší bod v obci leží 492 metrů nad mořem.

## Historie

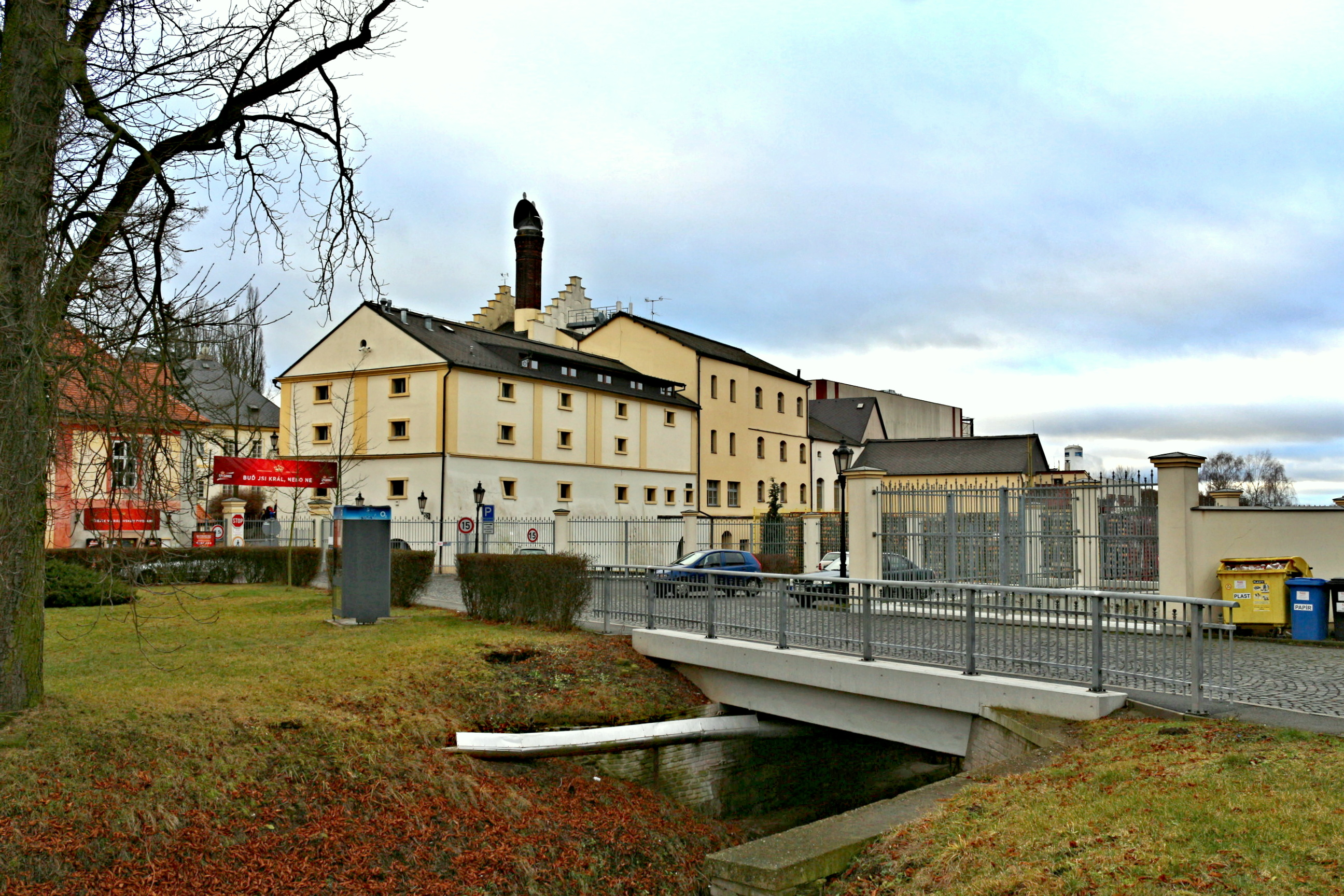
Historické budovy Královského pivovaru Krušovice

Počátek osady Krušovic, staročesky Krušejovic, souvisí s tvrzí, která stávala v místech, kde se nachází dnešní krušovický pivovar. Jak naznačují některé další dobové doklady (Krussyeowicz 1399, Krussieyowicz 1401), byla původní podoba názvu vlastně Krušějovice, odvozená od (jinak nedoloženého) osobního jména *Krušej.
První písemná zmínka o Krušovicích však pochází ze druhé poloviny 13. století, kdy zde bylo zřízeno manství a prvním známým majitelem panství byl dle dochovaných zpráv z pozůstalosti po Vilému Zajícovi z Valdeka a Krušejovic (relicta Wilhelmi dicti Lepus quondam de Krussowicz) pochází z roku 1356, v níž a po smrti připadl majetek jeho vdově Kunhutě.
V roce 1356 se krušovické panství stává majetkem Záviše z Mikovic, a po něm je získává koupí Mikuláš Matrovec se svým bratrem Janem, kteří jsou v letech 1437-1439 uvedeni jako majitelé obce pod jmény Mikuláš a Jan z Krušejovic. Jan z Krušejovic pak v roce 1456 svůj podíl věnoval manželce Kateřině. Dalším majitelem Krušovic byli Jiřík Bivoj z Roudné, od roku 1462 Vaněk z Čelechovic a Kralovic. Rodu Čelechovců Krušovice držel více než půl století, avšak v té době obec hospodářsky upadá.
Roku 1522 se objevuje se první zmínka o krušovické tvrzi. Po několika dalších majitelích (Václav Pětipeský z Chýš a Egerberka ad.) bylo roku 1548 panství prodáno nejvyšším hejtmanem českého vojska Albrechtem Šlikem Václavu Bírkovi z Násilé. Od něho je získal jeho bratr Jiří, který stál u zrodu zdejšího pivovaru. Ten byl založen před rokem 1580 a roku 1583 prodal pivovar, společně s tvrzí, poplužním dvorem, vsí a krčmou císaři Rudolfovi II., čímž vše připadlo královskému Křivoklátskému panství, tedy koruně. Zdejší pivovar pak dodával pivo na císařský dvůr v Praze.
K 1. lednu 2012 zde žilo 630 obyvatel.

### Územněsprávní začlenění
Dějiny územněsprávního začleňování zahrnují období od roku 1850 do současnosti. V chronologickém přehledu je uvedena územně administrativní příslušnost obce v roce, kdy ke změně došlo:
- 1850 země česká, kraj Praha, politický i soudní okres Rakovník[5]
- 1855 země česká, kraj Praha, soudní okres Rakovník
- 1868 země česká, politický i soudní okres Rakovník
- 1939 země česká, Oberlandrat Kladno, politický i soudní okres Rakovník[6]
- 1942 země česká, Oberlandrat Praha, politický i soudní okres Rakovník[7]
- 1945 země česká, správní i soudní okres Rakovník[8]
- 1949 Pražský kraj, okres Rakovník[9]
- 1960 Středočeský kraj, okres Rakovník
- 2003 Středočeský kraj, obec s rozšířenou působností Rakovník

### Rok 1932
V obci Krušovice (869 obyvatel, poštovní úřad, telegrafní úřad, telefonní úřad, četnická stanice) byly v roce 1932 evidovány tyto živnosti a obchody: lékař, 2 holiči, 2 hostince, kolář, kominík, kovář, 3 krejčí, akademický malíř Václav Rabas, mlýn, 3 obuvníci, pekař, Fürstenberský pivovar, 2 pokrývači, řezník, 4 obchody se smíšeným zbožím, spořitelní a záložní spolek v Krušovicích, 2 trafiky, truhlář, velkostatek Fürstenberg, zednický mistr.

## Pamětihodnosti

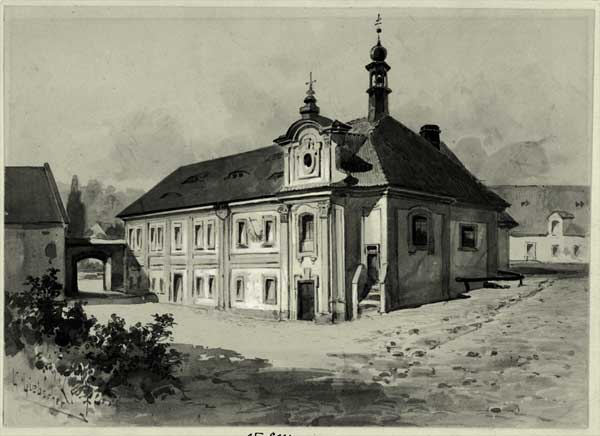
Zámecká kaple krušovického zámku v roce 1890, Karel Liebscher

- Zámek Krušovice se zámeckou kaplí Nejsvětější Trojice
- Královský pivovar Krušovice (výrobce piva Krušovice)
- Sýpka
- Rodinný dům Doktorovna
- Husova škola

## Významní rodáci
- Alfred Slavík (1847–1907), lékař, geolog, vysokoškolský profesor
- Václav Rabas (1885–1954), malíř

## Doprava
Dopravní síť
- Pozemní komunikace – Obcí vede silnice II/606 Praha – Karlovy Vary.

- Železnice – Železniční trať ani stanice na území obce nejsou. Nejbližší železniční stanicí je Krupá ve vzdálenosti 4 km ležící na trati 124 z Lužné u Rakovníka do Žatce a Chomutova.

Veřejná doprava 2011
- Autobusová doprava – V obci zastavovaly autobusové linky jedoucí např. do těchto cílů: Aš, Cheb, Jáchymov, Kadaň, Karlovy Vary, Kladno, Klášterec nad Ohří, Kraslice, Podbořany, Praha, Rakovník, Sokolov, Žatec.

## Fotogalerie

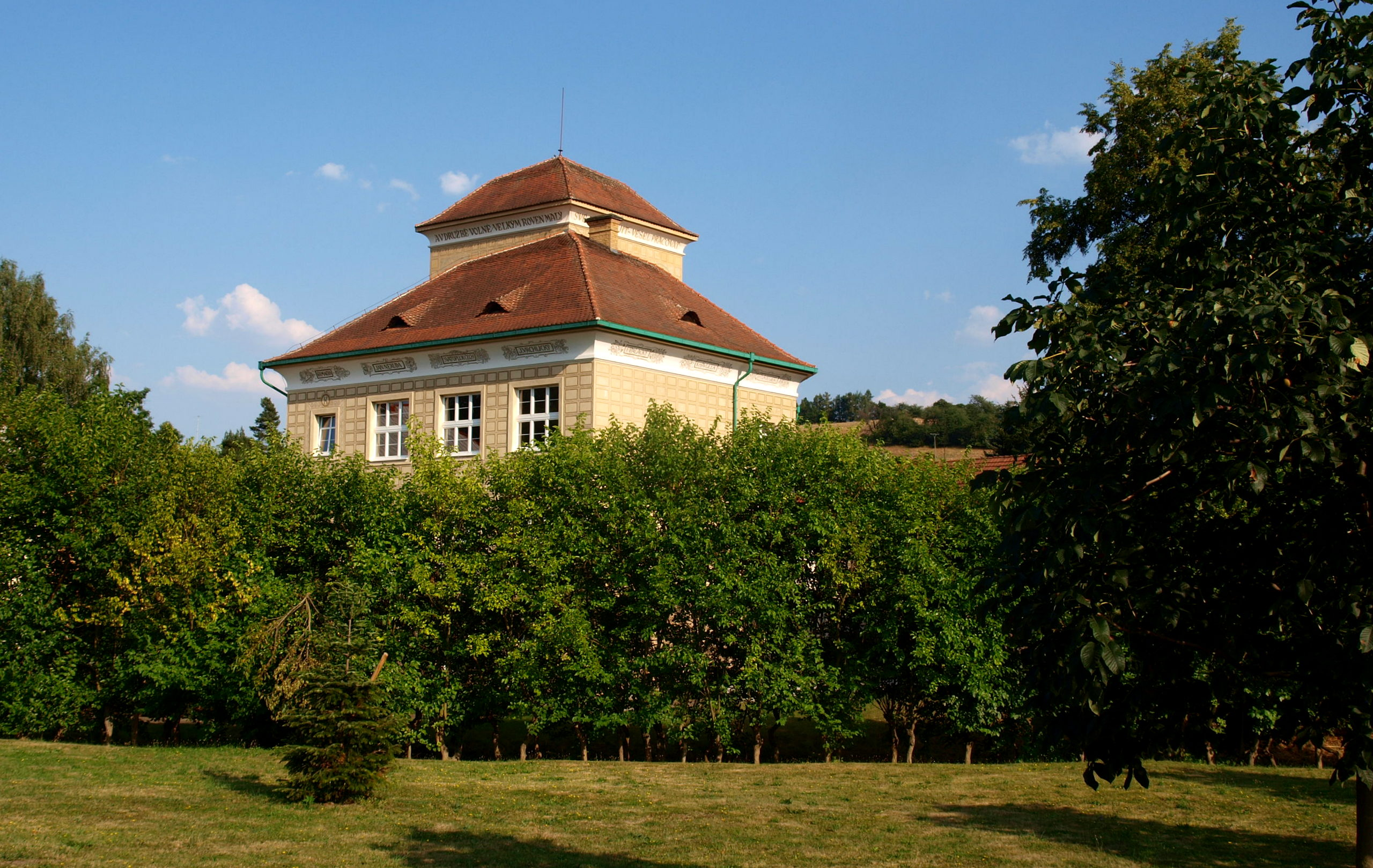
Krušovická škola
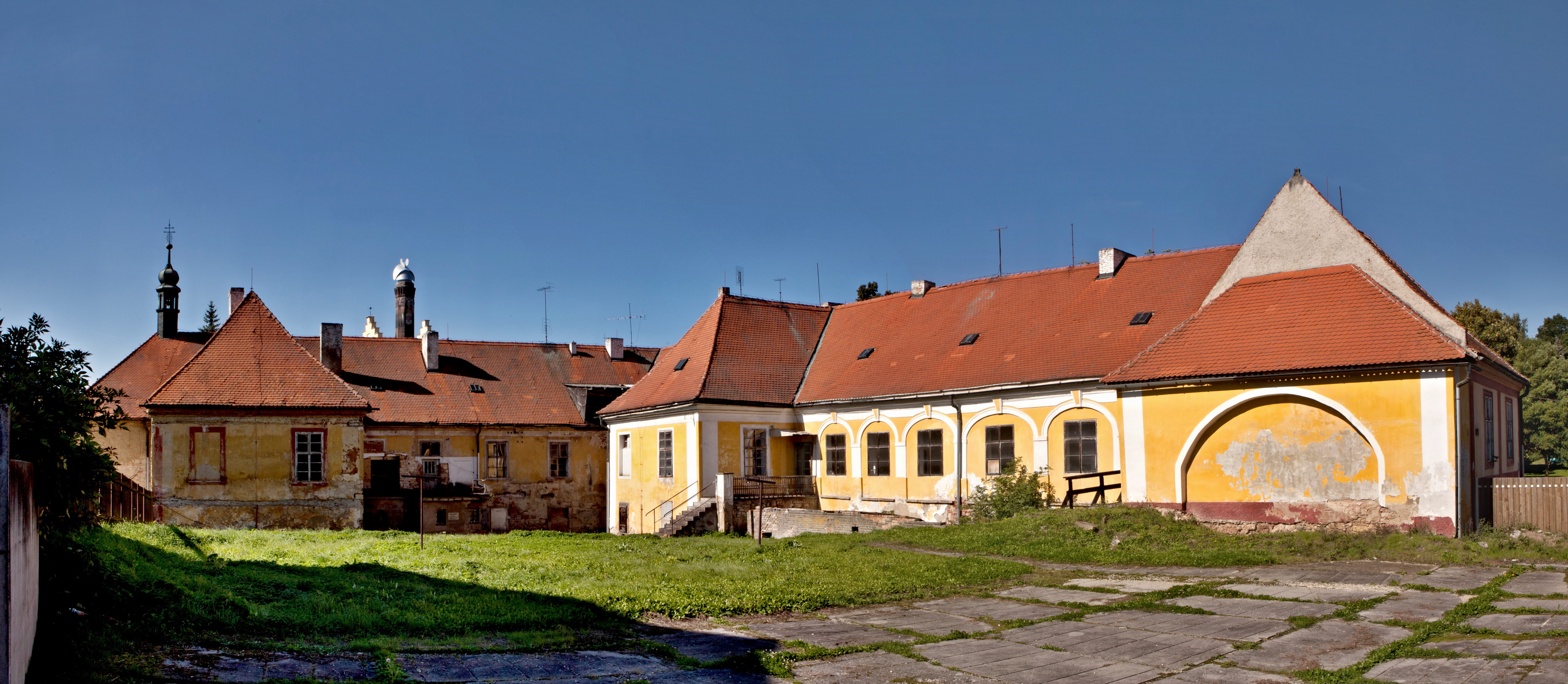
Zadní trakt krušovického zámku